# جروم فدریکو
جروم فدریکو (انگلیسی: Jerome Federico؛ زادهٔ ۱۴ مهٔ ۱۹۹۲) بازیکن فوتبال اهل بریتانیا است.
از باشگاه‌هایی که در آن بازی کرده‌است می‌توان به باشگاه فوتبال هیز و یدینگ یونایتد، باشگاه فوتبال میدنهد یونایتد، باشگاه فوتبال ویلدستون، باشگاه فوتبال همپتون و ریچموند بورو، باشگاه فوتبال ووکینگ، باشگاه فوتبال آیلزبری، باشگاه فوتبال نورتوود، باشگاه فوتبال هندون، باشگاه فوتبال دانستیبل تاون، باشگاه فوتبال وایکام واندررز، و باشگاه فوتبال بورنهام اشاره کرد.